# نادي الدبلوماسيون
نادي الدبلوماسيون لكرة القدم (بالفرنسية:Diplomates Football Club du 8ème Arrondissement) هو نادي كرة قدم من جمهورية أفريقيا الوسطى ومقره في العاصمة بانغي. فاز بكأس الجمهورية مرة واحدة عام 2010.
شارك في كأس الاتحاد الأفريقي لكرة القدم عام 2011.